# 国民義勇隊

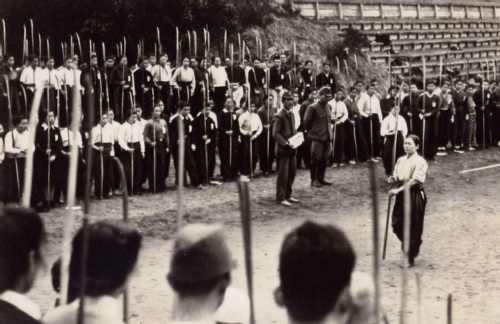
千葉県・九十九里浜で実施された第52軍による訓練の様子（1945年（昭和20年））

国民義勇隊（旧字体：國民義勇󠄁隊󠄁、こくみんぎゆうたい、英語: Volunteer Fighting Corps）は、太平洋戦争末期の1945年（昭和20年）3月に、防空および空襲被害の復旧などに全国民を動員するために作られた組織。
第二次世界大戦における日本の郷土防衛隊組織であり、主に本土決戦に備えるものであった。イギリスのホーム・ガードやドイツの国民突撃隊などに相当する。

## 概要
1945年（昭和20年）3月23日、「国民義勇隊組織ニ関スル件」として小磯内閣の下で閣議決定され、創設された。同年6月には、大政翼賛会・大日本翼賛壮年団・大日本婦人会などを吸収・統合した。
国民義勇隊は地域または職場ごとに編成され、前者は町内会・部落会を単位小隊とする市町村国民義勇隊（隊長は市町村長）、後者は官公署・工場・会社などを単位小隊とする職域国民義勇隊とされた。さらにその上に前記二つの義勇隊を包括した連合国民義勇隊が作られていた。また、都道府県ごとに国民義勇隊本部（本部長は都道府県知事）が設置され、都道府県内の国民義勇隊を統括することとされた。
国民義勇隊の創設にあたって政府は総理大臣を長として全国を統括する機構の設置を求めたが、国民義勇隊の最高指揮権を大本営に与えることを主張する陸軍と対立し、最終的には全国を統括する組織は設置せず、内務省が国民義勇隊を管轄することで決着した。対象年齢は国民学校初等科修了（12歳）から男性65歳以下、女性45歳以下とされたが、それ以上の年齢の者も志願により参加することができた。
本土決戦に向けた国民の組織化・民間防衛が目的で、消火活動や食糧増産、疎開作業などの工事のほか、軍需品の輸送や陣地構築などの補助的な軍事活動にあたるものとされた。実際には空襲後の戦災処理などに動員される事が多かった。なお、当面は戦闘任務に参加することまでを想定したものではなく、情勢がより緊迫化した場合に特別の措置を講じたうえで戦闘部隊とするものとされていた。ただし、戦闘部隊へと改編した後も、当初は原則として直接戦闘以外の補助的な配置につくことが予定されていた。
内務省は通常は増産活動に注力し緊迫事態になれば軍の関与を受けて戦闘行為を行うことで、生産と軍事の両立を考えていたが、4月に鈴木貫太郎内閣が誕生すると、同内閣は首相が義勇隊を統制する方針を撤回した。4月13日の閣議決定において、「戦争トナル可キ地域ノ国民義勇隊ハ軍ノ指揮下ニ入リ夫々郷土ヲ核心トシ防衛戦闘等ニ任ズル戦闘隊（仮称）ニ転移スルモノトシ之ガ発動ハ軍管区司令官、鎮守府司令長官、警備府司令長官ノ命令ニ依ル」として、55歳以下の男性、40歳以下の女性が郷土防衛を中心とするものではあるが軍司令官の決定に基づいて国民義勇隊から軍指揮下で直接戦闘に参加する戦闘部隊に移行させる方針が打ち出された。この改編措置は、同年6月23日公布の義勇兵役法により法整備がされ、これに基づき、後述の「国民義勇戦闘隊」が編成された。
玉音放送（ポツダム宣言受諾発表）の1週間後、同年8月21日に閣議で廃止が決定され、日本の降伏文書が調印された同年9月2日に解散した。

## 国民義勇戦闘隊

### 概要
国民義勇戦闘隊は、1945年（昭和20年）6月22日に公布・施行された「義勇兵役法」にもとづく民兵組織である。国民義勇隊と一応は異なる組織であるが、国民義勇隊を基礎として編成されたため、組織の多くが流用され共通している。国民義勇隊から義勇戦闘隊への移行は、各軍管区の司令官が陸海軍大臣の許可を得て命令することで行われる。原則的に従来の市町村国民義勇隊・職域国民義勇隊が基本単位となり、小隊は「戦隊」と呼び変えるなどとされたが、実際の編制・運用は各市町村などに委ねられた。義勇兵役の対象は原則として男性は15歳から60歳まで、女性は17歳から40歳まで（妊産婦は除外）となっており、必要に応じて義勇召集して国民義勇戦闘隊員とすることができたほか、年齢制限外の者も志願することが認められていた。義勇兵役法には「朕ハ曠古（こうこ。空前）ノ難局ニ際会シ忠良ナル臣民ガ勇奮挺身皇土ヲ防衛シテ国威ヲ発揚セムトスルヲ嘉シ」と異例ともいえる上諭がつけられており、「一億玉砕」が単なるスローガンではなかったことをうかがわせる。義勇戦闘隊は2800万人が本土決戦に動員される予定だった。
ここで注目すべきは、国会の定める法律によって、15歳の少年を召集して少年兵として戦闘に動員できることとされ（義勇兵役法施行に先立つ沖縄戦では、陸軍省令によって14歳～17歳の少年兵（学徒兵）が「鉄血勤皇隊」や「通信隊」、また「護郷隊」として防衛召集され、召集された学徒の半数以上が戦死している）、さらには女子も兵役に服し戦闘隊に編入できるとされたことである。
「義勇兵（military volunteer）」と名付けられてはいるものの義勇兵役は通常の兵役と同じく「臣民の義務」であり、義勇召集を不当に免れた者には2年以下の懲役が科せられた（義勇兵役法7条）。また、隊戦闘員には帝国軍人の身分が与えられ、隊戦闘員の犯罪行為は軍法会議で裁かれ陸軍刑法・海軍刑法などの軍法が適用または準用された（ただし、義勇隊戦闘には老若男女が所属し軍紀への理解や任務についても正規の軍人とは異なることに鑑み、刑罰の適用対象や科刑範囲が限定されていた）。こうした点から国民義勇戦闘隊は本来の意味での「義勇兵」には当てはまらない。
武器などの装備品は、基本的に隊員各自が用意することになっていた。銃器は猟銃を利用することが想定されていたが普及していた村田銃だけでは量が不十分であり、スナイドル銃、エンフィールド銃、シャスポー銃などの村田銃の登場で不要となった旧式の保管品、火縄銃などそれ以前の銃器も利用された。この他に弓矢・刀剣・銃剣付き訓練用木銃のほか、鎌などの農具や、刺又・突棒のような捕物道具、陸軍が発行したマニュアルに基づいて自作した竹槍など劣悪なものだった。
予備役兵は臨時召集されており、義勇隊に召集されたのは実銃の経験が無い女性や少年が多数で、銃器を扱えるのは召集されなかった高齢の猟師や退役軍人など少数であった。服装は正規軍人や民間人と区別できて身軽なものでありさえすれば良いとされ、戦時国際法上の戦闘員資格を確保するため、隊員は布製徽章を身に付け、指揮をとる職員は腕章により標識するものとされた。
1945年（昭和20年）6月26日、国民義勇戦闘隊統率令が公示された（軍令）。

### 任務・編成
義勇戦闘隊には「戦闘」という言葉が含まれるが、その主任務は生産や輸送、築城、防空、復旧、救護などの後方支援であった（ただし、状況によっては直接的な戦闘にも参加するとされた）。本土決戦中も軍需物資や食料の生産は継続する必要があることから、基本的に戦闘隊員は職場での勤務を通して防衛に貢献する。戦闘隊員は身分上軍人であり陸軍の指揮下に入ってはいるが、現場での指揮・運用を行うのは軍人ではなく従来の職場における指導者（農村であれば農村指導者、工場であれば工場長）であり、義勇戦闘隊設立の（当初の）主目的は全国民を兵士にすることではなく、国内が戦場となった際に国民の秩序を維持して後方支援の統制強化することにあった。しかし、本土決戦が進み後方支援が意味を失うほどの破滅的な戦況となれば、義勇戦闘隊も直接的な戦闘に参加したであろうことは想像に難くない。
実際に義勇戦闘隊の編成が行われたのは、次項に述べる一部地域の例外を除けば、鉄道義勇戦闘隊（1945年（昭和20年）7月23日発令、同年8月1日編成完結）と船舶義勇戦闘隊（同年8月1日発令、同年8月5日編成完結）、船舶救難戦闘隊（同年8月5日発令）の3つのみ（動員数は約200万人）であった。これは、「後方支援の統制強化」という目的上、軍事行動に深く関わる職域では義勇戦闘隊の編成がいち早く行われたためである。

### 義勇戦闘隊の実戦例
実際に本土決戦が生起する前に終戦を迎えたため、義勇戦闘隊が実際に編成・動員されることはほとんどなく、実戦を経験することもなかった。また「鉄血勤皇隊」などの少年兵が防衛召集された沖縄戦は「義勇兵役法」の施行の日に組織的戦闘を終えている（17歳未満の者は陸軍省令により防衛召集された）。本土決戦が実際に決行されていた場合、義勇戦闘隊は、自動小銃や軽機関銃で武装したアメリカ軍の機械化部隊に為す術もなく全滅していた可能性が高い。
例外的に、南樺太では広く国民義勇戦闘隊が編成され、1945年（昭和20年）8月9日のソ連対日参戦により侵攻してきたソ連軍を迎撃するため、正規の陸海軍部隊とともに、同18日に発された停戦命令を受け取るまで実戦に参加している。樺太では同年8月1日に樺太鉄道連合義勇戦闘隊が編成されたのを最初に、同年8月13日には全地区に対し義勇召集と義勇戦闘隊の編成が発令されており、第88師団の指揮下に編入されて警戒や陣地構築、避難誘導などを行った。恵須取支庁では直接の戦闘任務にも参加し、劣悪な装備状況にもかかわらず善戦している。また、8月1日に編成された鉄道義勇戦闘隊においても、駅に留まった鉄道職員による状況報告が行われたほか、樺太最北端の古屯駅には女子を含む職員全員が留まって輸送業務を行った。軍用列車への攻撃により、鉄道義勇戦闘隊では80名が犠牲になったとされている。